# Nationale Straßen-Radsportmeister 1996
| Nation              | Straßenrennen – Männer | Einzelzeitfahren – Männer | Straßenrennen – Frauen | Einzelzeitfahren – Frauen |
| ------------------- | ---------------------- | ------------------------- | ---------------------- | ------------------------- |
| Argentinien         | nicht ausgetragen      | nicht ausgetragen         | Graciela Martínez      | nicht ausgetragen         |
| Australien          | Nick Gates             | Nathan O’Neill            | Lynn Nixon             | nicht ausgetragen         |
| Belgien             | Johan Museeuw          | nicht ausgetragen         | Sonja Vermeylen        | nicht ausgetragen         |
| Burkina Faso        | Souleymane Bélem       | nicht ausgetragen         | nicht ausgetragen      | nicht ausgetragen         |
| Dänemark            | Bjarne Riis            | Bjarne Riis               | Helle Sørensen         | Lotte Schmidt             |
| Deutschland         | Christian Henn         | Uwe Peschel               | Viola Paulitz          | Hanka Kupfernagel         |
| Finnland            | Joona Laukka           | nicht ausgetragen         | nicht ausgetragen      | nicht ausgetragen         |
| Frankreich          | Stéphane Heulot        | Eddy Seigneur             | Catherine Marsal       | Marion Clignet            |
| Griechenland        | nicht ausgetragen      | nicht ausgetragen         | Margarita Lymperakou   | Margarita Lymperakou      |
| Großbritannien      | David Rand             | nicht ausgetragen         | Maria Lawrence         | nicht ausgetragen         |
| Guatemala           | Gustavo Carrillo       | Sérgio Raúl Godoy         | nicht ausgetragen      | nicht ausgetragen         |
| Irland              | Peter Daley            | nicht ausgetragen         | nicht ausgetragen      | nicht ausgetragen         |
| Italien             | Mario Cipollini        | Marco Fincato             | Fabiana Luperini       | Gabriella Pregnolato      |
| Kanada              | Steve Rover            | nicht ausgetragen         | Sue Palmer-Komar       | Linda Jackson             |
| Luxemburg           | Enzo Mezzapesa         | nicht ausgetragen         | nicht ausgetragen      | nicht ausgetragen         |
| Niederlande         | Maarten den Bakker     | Erik Breukink             | Yvonne Brunen          | Willeke van der Weide     |
| Norwegen            | Frode Flesjå           | nicht ausgetragen         | Ingunn Bollerud        | Ingunn Bollerud           |
| Österreich          | Heinz Marschel         | Georg Totschnig           | Tanja Klein            | Tanja Klein               |
| Polen               | Dariusz Wojciechowski  | Piotr Chmielewski         | nicht ausgetragen      | Bogumiła Matusiak         |
| Portugal            | Carlos Neves           | José Azevedo              | nicht ausgetragen      | nicht ausgetragen         |
| Russland            | Wassili Dawidenko      | nicht ausgetragen         | Swetlana Bubnenkowa    | nicht ausgetragen         |
| Schweden            | nicht ausgetragen      | Michael Andersson         | Susanne Ljungskog      | Jenny Algelid-Bengtsson   |
| Schweiz             | Armin Meier            | nicht ausgetragen         | Maria Heim             | Barbara Heeb              |
| Slowenien           | Bogdan Ravbar          | nicht ausgetragen         | nicht ausgetragen      | nicht ausgetragen         |
| Spanien             | Manuel Fernandez Gines | Íñigo González de Heredia | Izaskun Bengoa         | Joane Somarriba           |
| Trinidad und Tobago | Emile Abraham          | nicht ausgetragen         | nicht ausgetragen      | nicht ausgetragen         |
| Tschechien          | Ján Svorada            | Pavel Padrnos             | nicht ausgetragen      | nicht ausgetragen         |
| Tunesien            | Mehrez Khelifi         | nicht ausgetragen         | nicht ausgetragen      | nicht ausgetragen         |
| Ukraine             | Oleg Pankow            | Serhij Hontschar          | Tamara Poljakowa       | Tamara Poljakowa          |
| Ungarn              | László Bodrogi         | László Bodrogi            | nicht ausgetragen      | nicht ausgetragen         |
| Vereinigte Staaten  | Eddy Gragus            | Steve Hegg                | Deirdre Demet-Barry    | Mari Holden               |
| Belarus             | Wjatscheslaw Guerman   | nicht ausgetragen         | nicht ausgetragen      | nicht ausgetragen         |